# Castillo Neuhaus (Paderborn)
El castillo Neuhaus (en alemán: Schloß Neuhaus, que lit. significa 'castillo [de la] casa nueva') es un castillo (schloss) con foso de Alemania de estilo renacentista del Weser  ubicado en Schloss Neuhaus, un suburbio de la ciudad de Paderborn, en Westfalia. Fue la residencia oficial de los príncipes-obispos de Paderborn hasta la desintegración del Sacro Imperio Romano a principios del siglo XIX.

## Historia

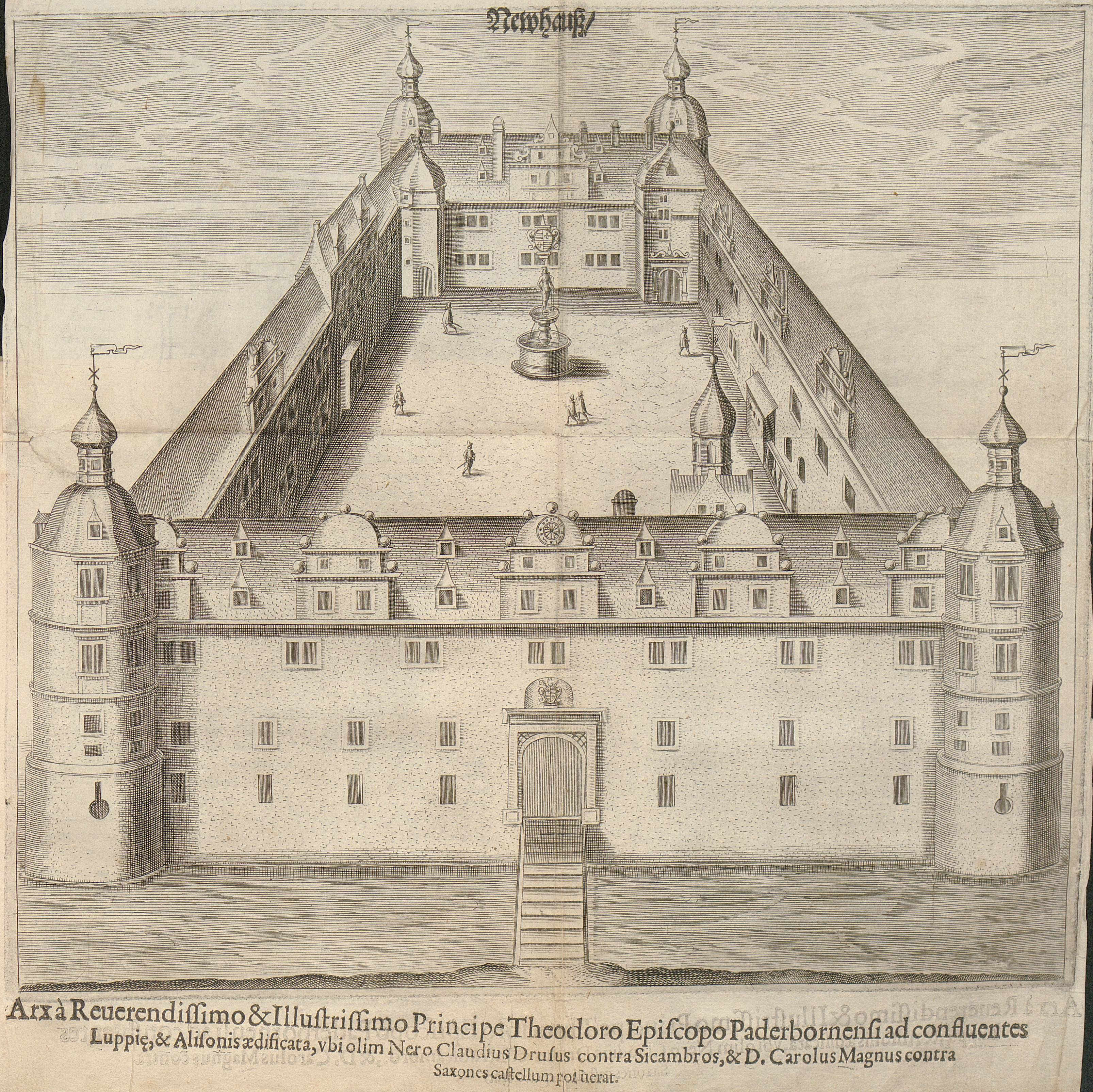
El castillo en 1616

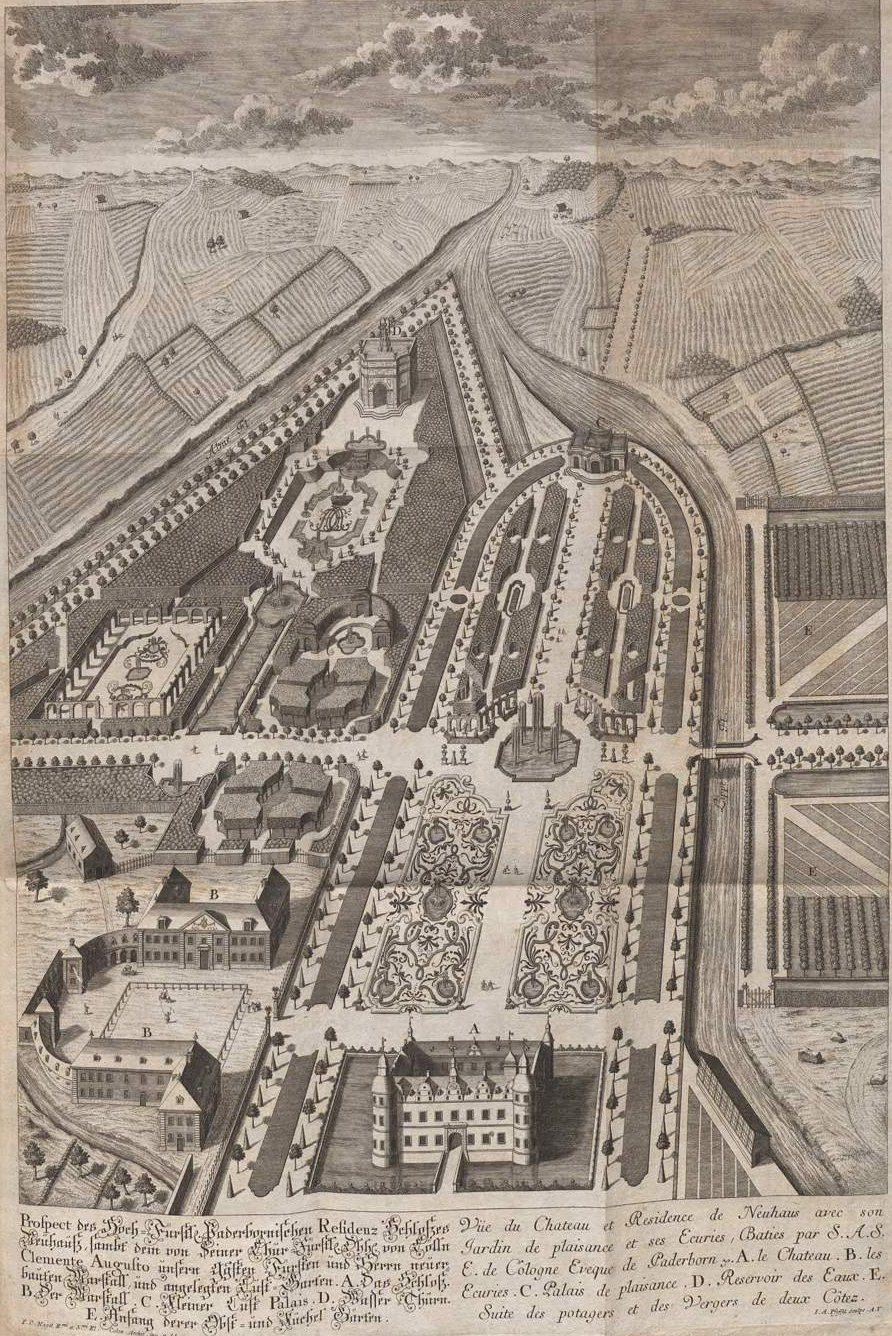
Vista del castillo con su jardin à la française en 1736.

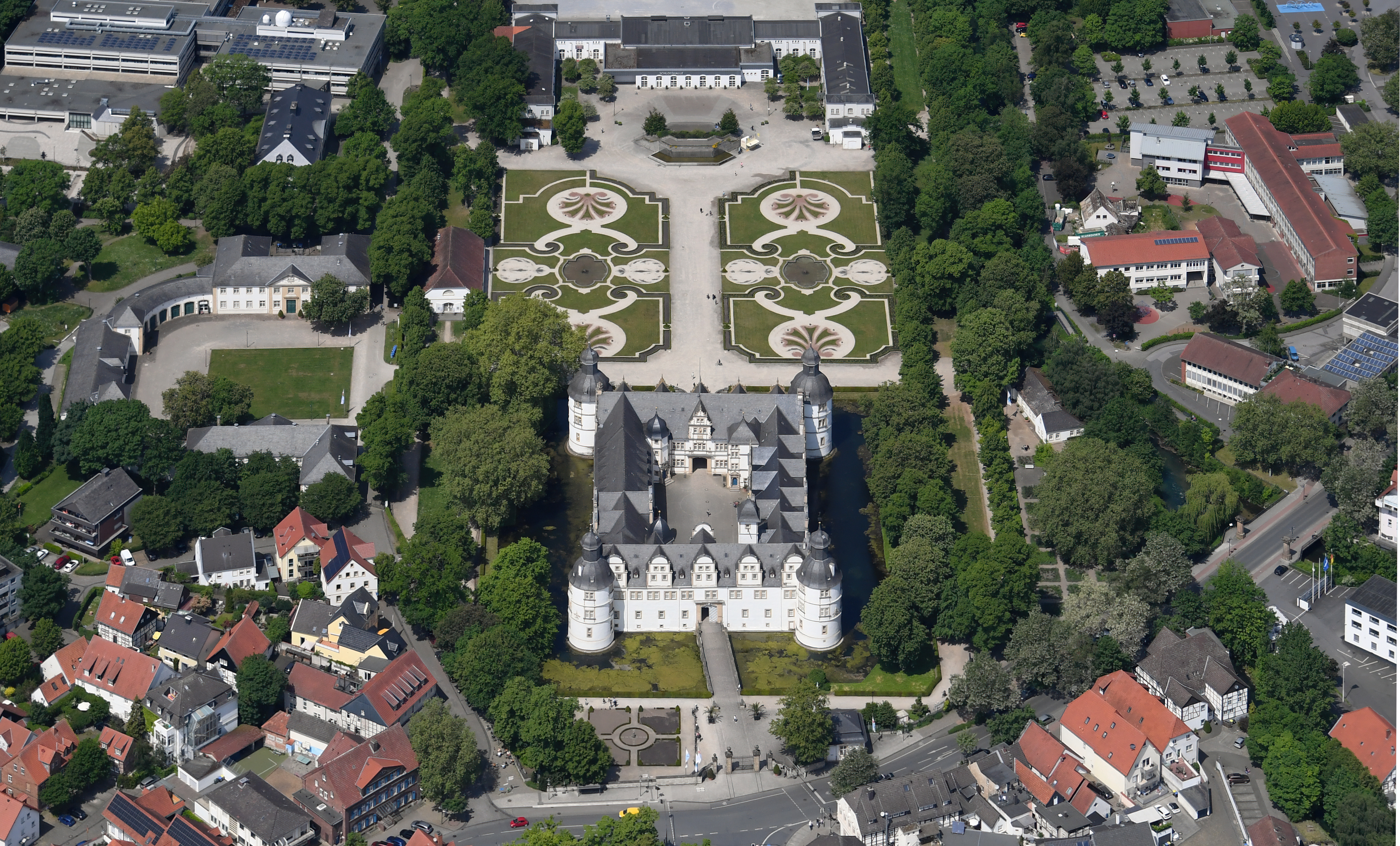
Vista aérea del castillo con su jardín

La primera mención escrita del lugar (Neuhaus) data de 1036. El obispo de Paderborn erigió en el sitio una casa fortificada en 1257. Se encuentra a 4 kilómetros al noroeste de la ciudad de Paderborn. El príncipe-obispo  Henrich von Spiegel zum Desenberg  transfirió su residencia oficial allí, debido a las dificultades con los burgueses de la ciudad. Neuhaus siguió siendo la residencia oficial de los príncipes-obispos, hasta la anexión de su principado por el reino de Prusia en 1802. La parte más antigua de la residencia, la casa Spiegel, lleva el nombre de Heinrich von Spiegel.
Bajo el reinado de Éric II,  el maestro de obras Jörg Unkair erigió entre 1524 y 1526 la casa Brunswick (Haus Braunschweig), que hoy constituye la fachada de honor.
Hermann von Wied hizo construir la casa Colonia (Hauses Köln) en 1534 a fin de reunir las dos edificaciones, separadas hasta entonces, y después el príncipe obispo Rembert von Kerssenbrock construyó entre 1548 y 1560 la casa Kerssenbrock (Haus Kerssenbrock).
Finalmente en 1590, Dietrich von Fürstenberg amplió el conjunto con los cuatro lados actuales. La superficie del castillo se duplicó así y se erigieron las cuatro torres de esquina redondas.
Bajo el reinado de Clemente-Augusto se acondicionó un  jardin à la française. Los granaderos del Regimiento de Infantería de Paderborn sirvieron de guardia en el castillo. Fue dañado durante la Guerra de los Siete Años (1756-1763).
Después de la paz tras el tratado de Lunéville, el reino de Prusia se anexionó el principado en 1802, en compensación por los territorios perdidos en la ribera izquierda del Rin. Ese fue el final del reinado de los príncipes-obispos.
Después de la anexión y de un breve interludio entre 1807 y 1813, en la época de los franceses (Franzosenzeit), cuando el territorio fue devuelto a la corona de Westfalia, el castillo sirvió como cuartel y albergó la guarnición de unidades de caballería succesivas, como el regimiento de coraceros von Driesen n.º 4 de Westfalia, el primer escuadrón (del 6 de octubre de 1820 hasta 1833), el regimiento de húsares Emperador Nicolas de Rusia ( "Kaiser Nikolaus von Russland") n.º 8 del primero de Westfalia (1851-1919), el 15.º regimiento de caballería de Prusia (1921-1945), con su famosa escuela de oficiales de caballería.
Después del armisticio de 1945, la región se convirtió en una zona de ocupación británica y los oficiales del Ejército británico del Rin se instalaron en el castillo.
En 1957, el pueblo de Neuhaus fue renombrado oficialmente como Schloss Neuhaus (castillo de Neuhaus) para celebrar el jubileo del castillo. Los británicos abandonaron el castillo en 1964 y lo dejaron como una marca simbólica de la ciudad.

Fachadas exteriores
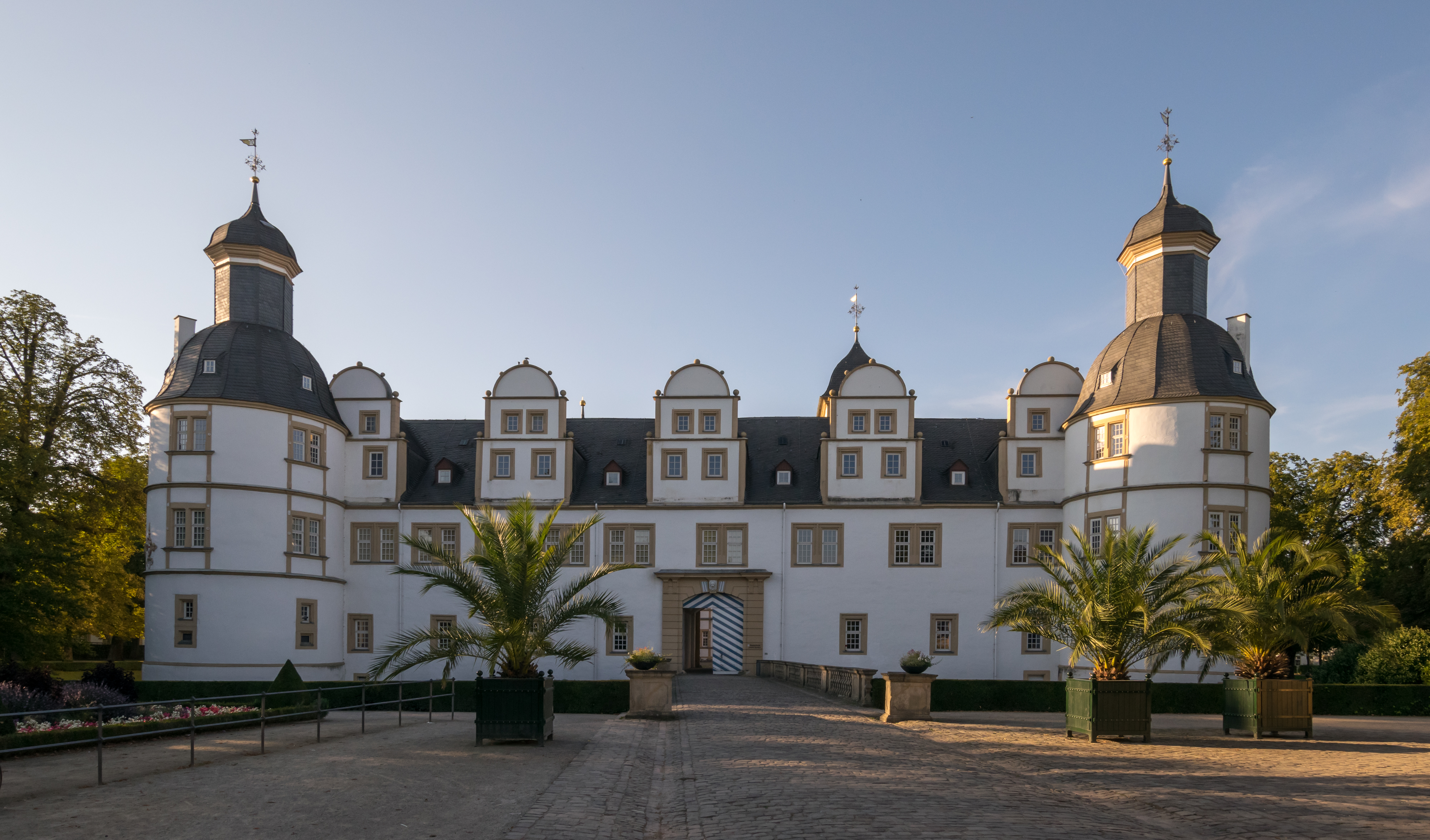
Fachada a la ciudad
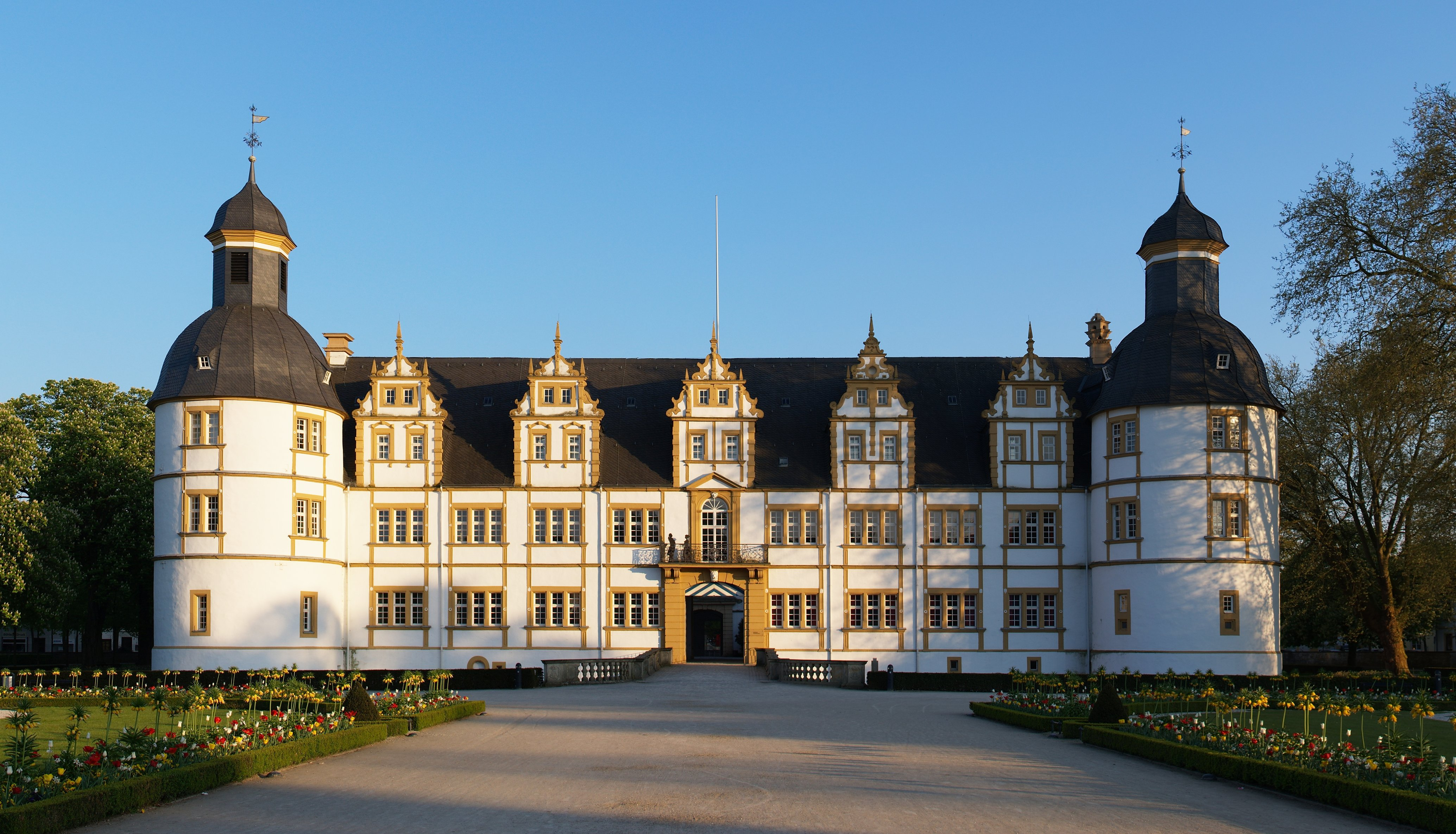
Fachada de honor al jardín
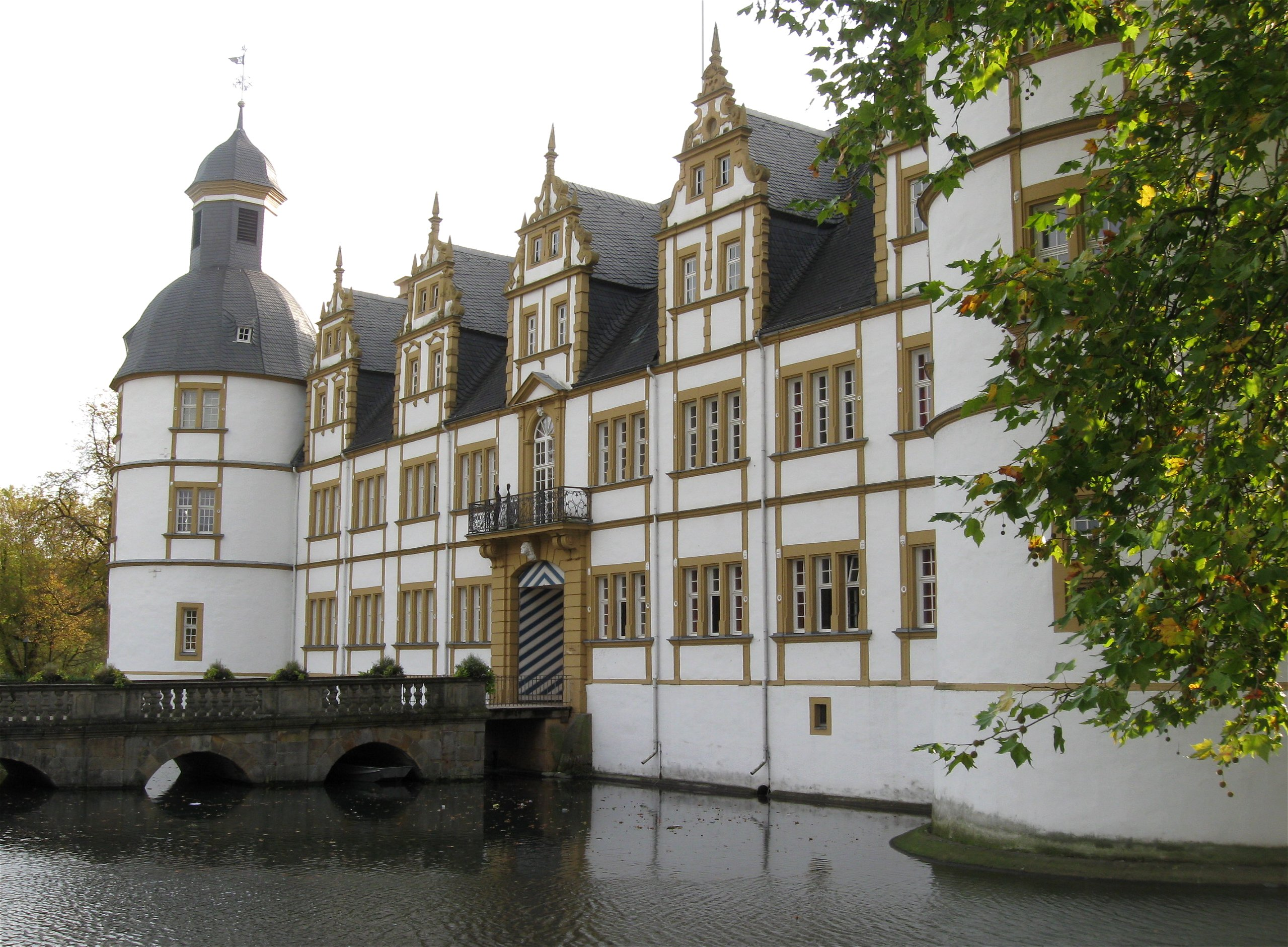
Puente de acceso al jardín
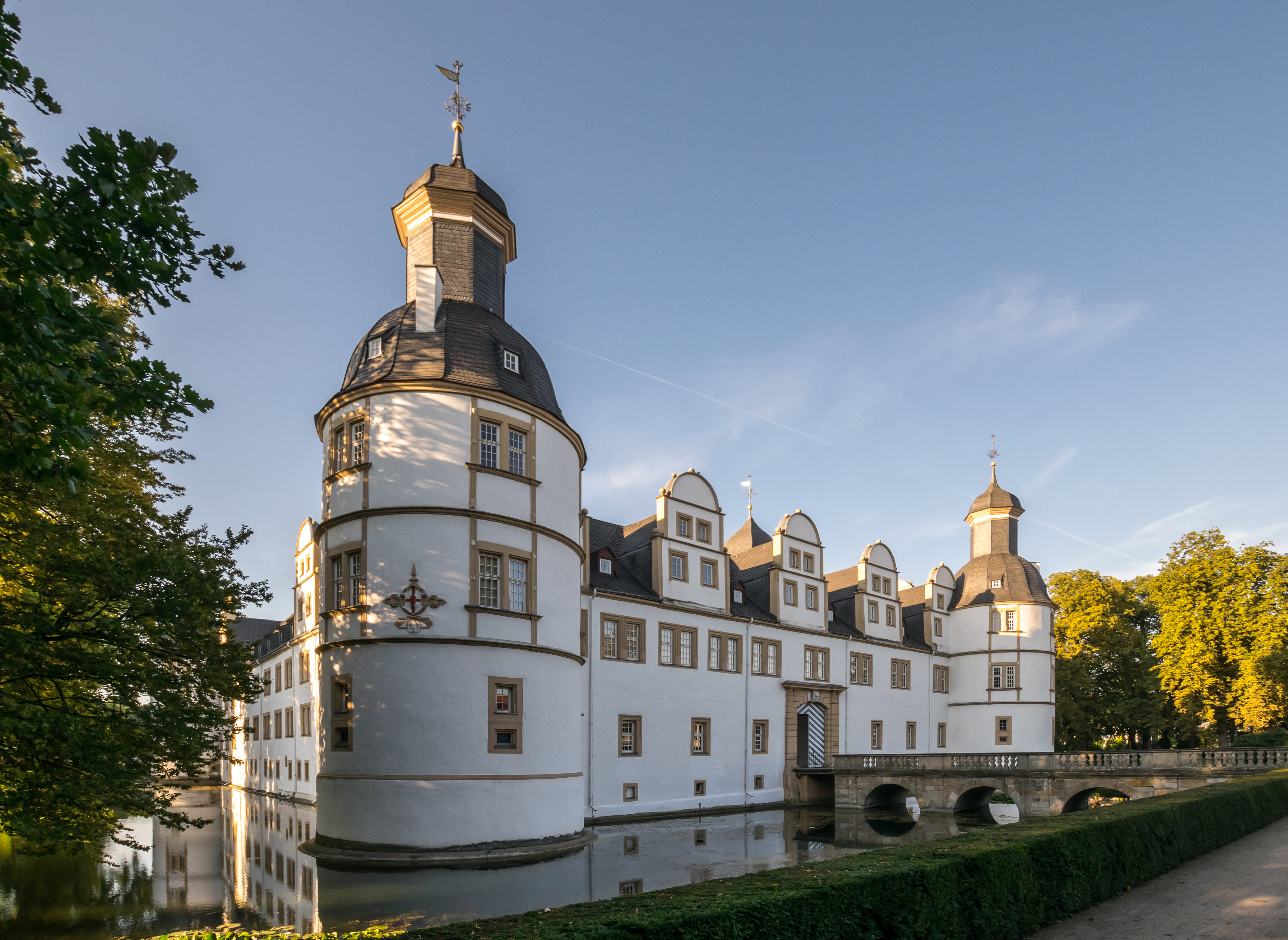
Escorzo del foso con el puente

Patio interior y detalles
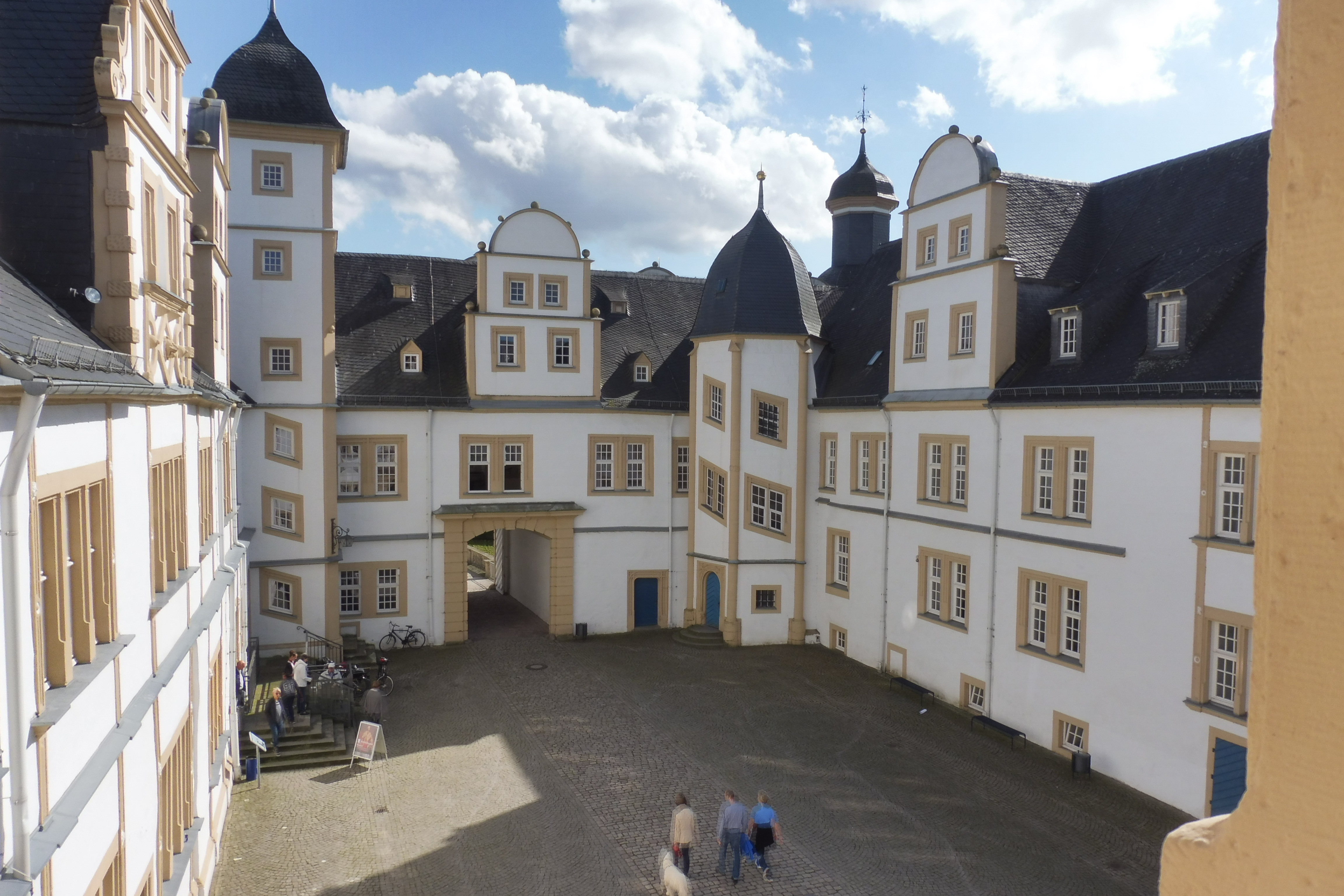
Patio interior
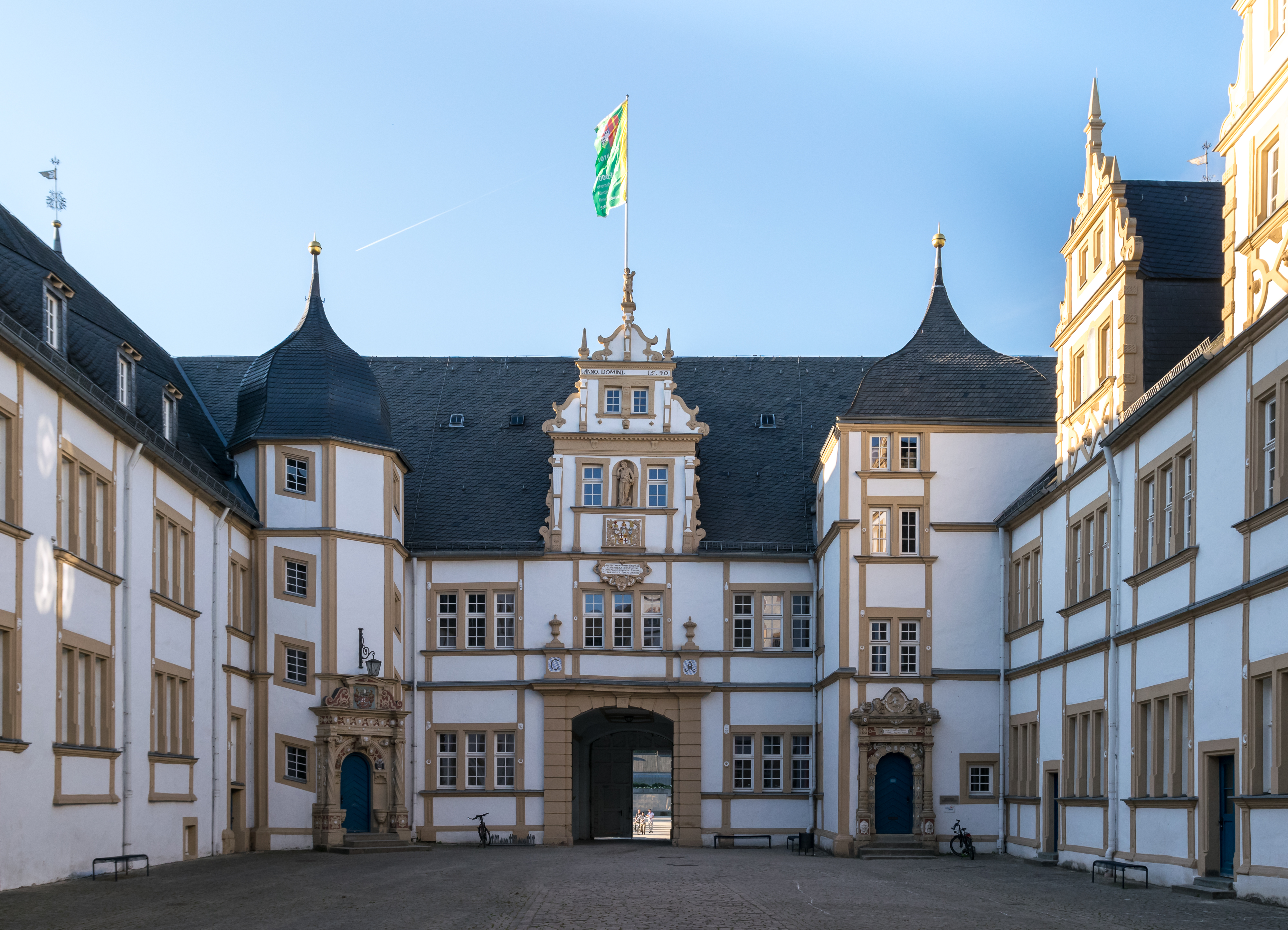
Patio de honor
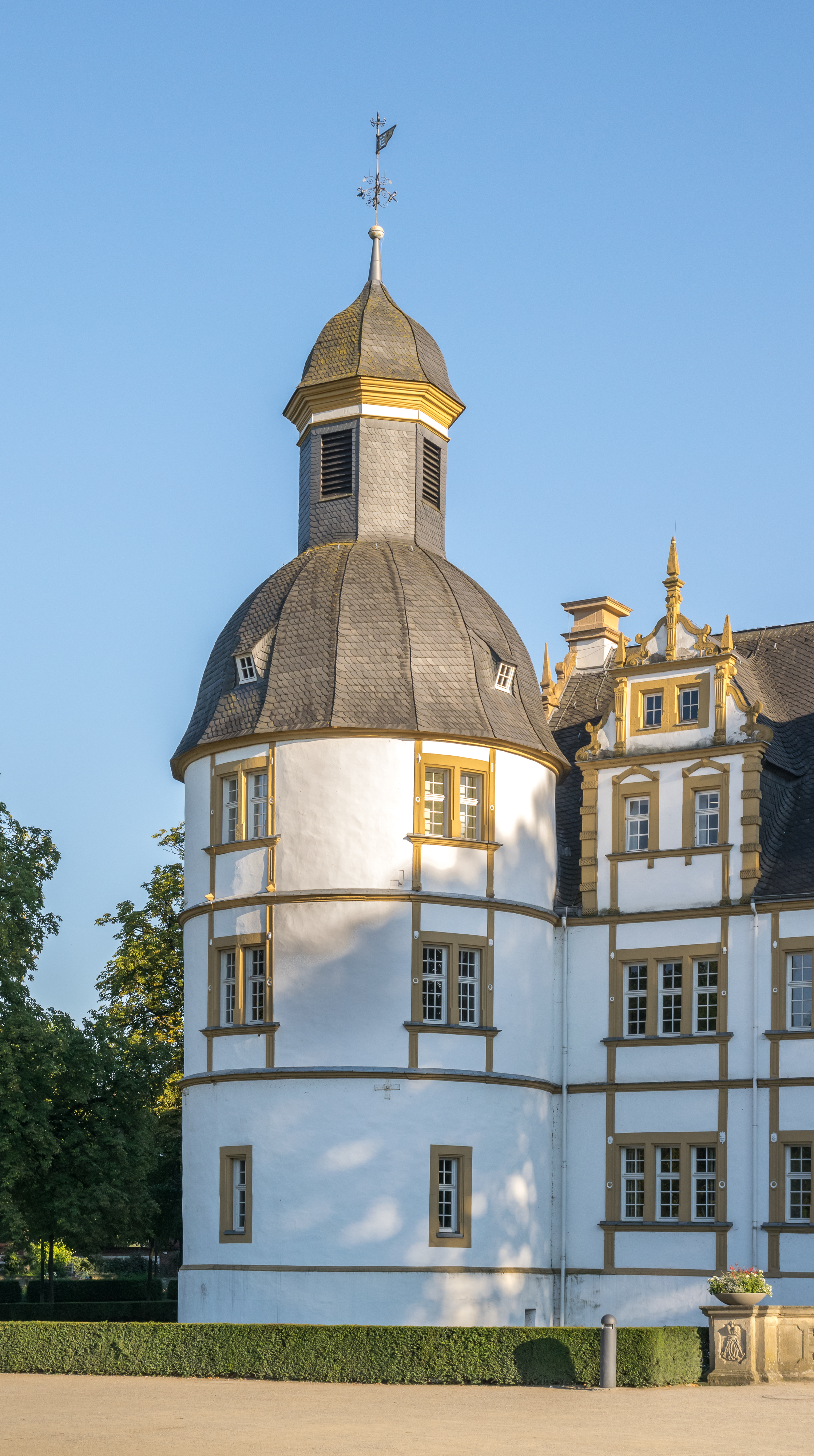
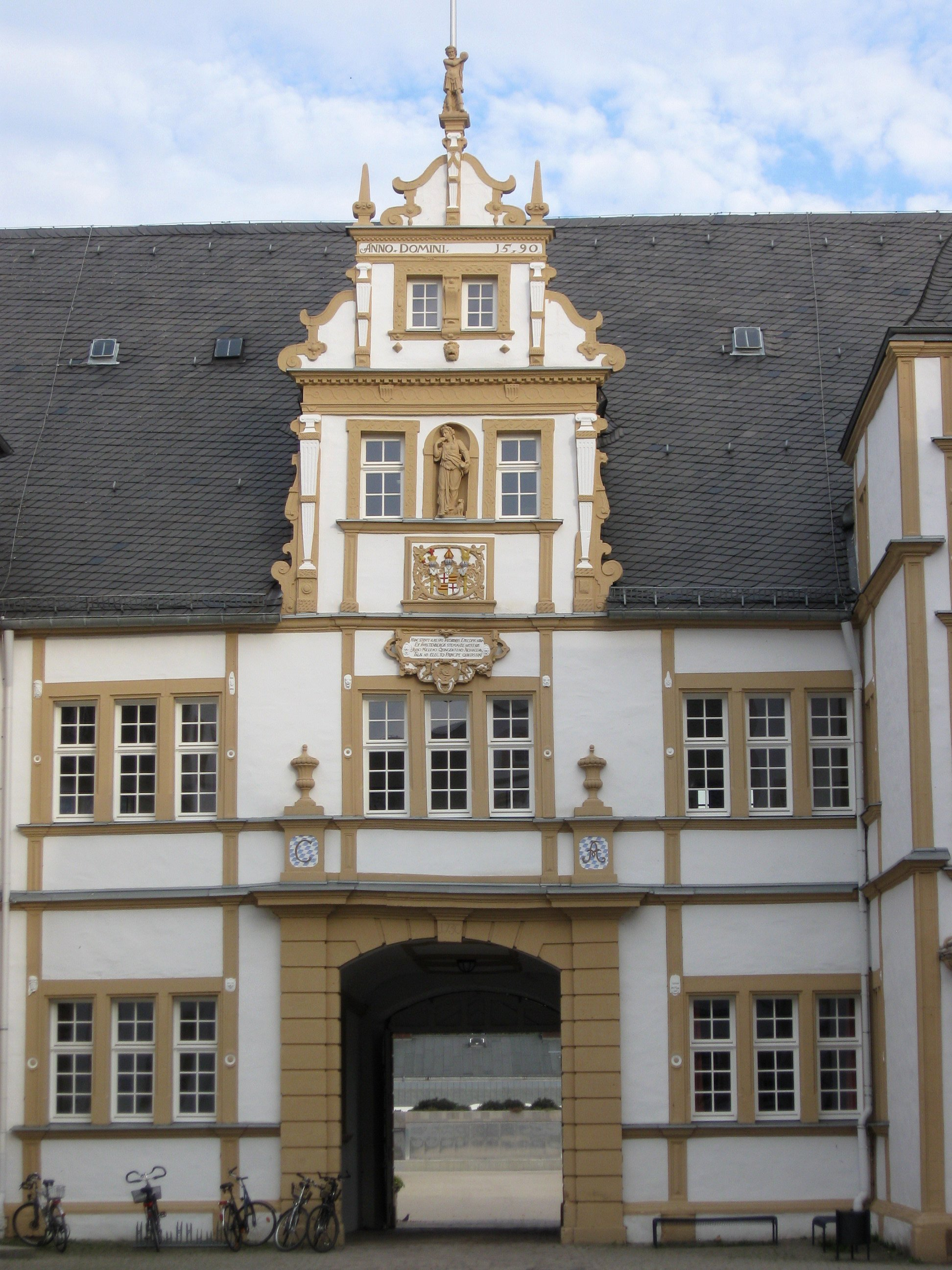
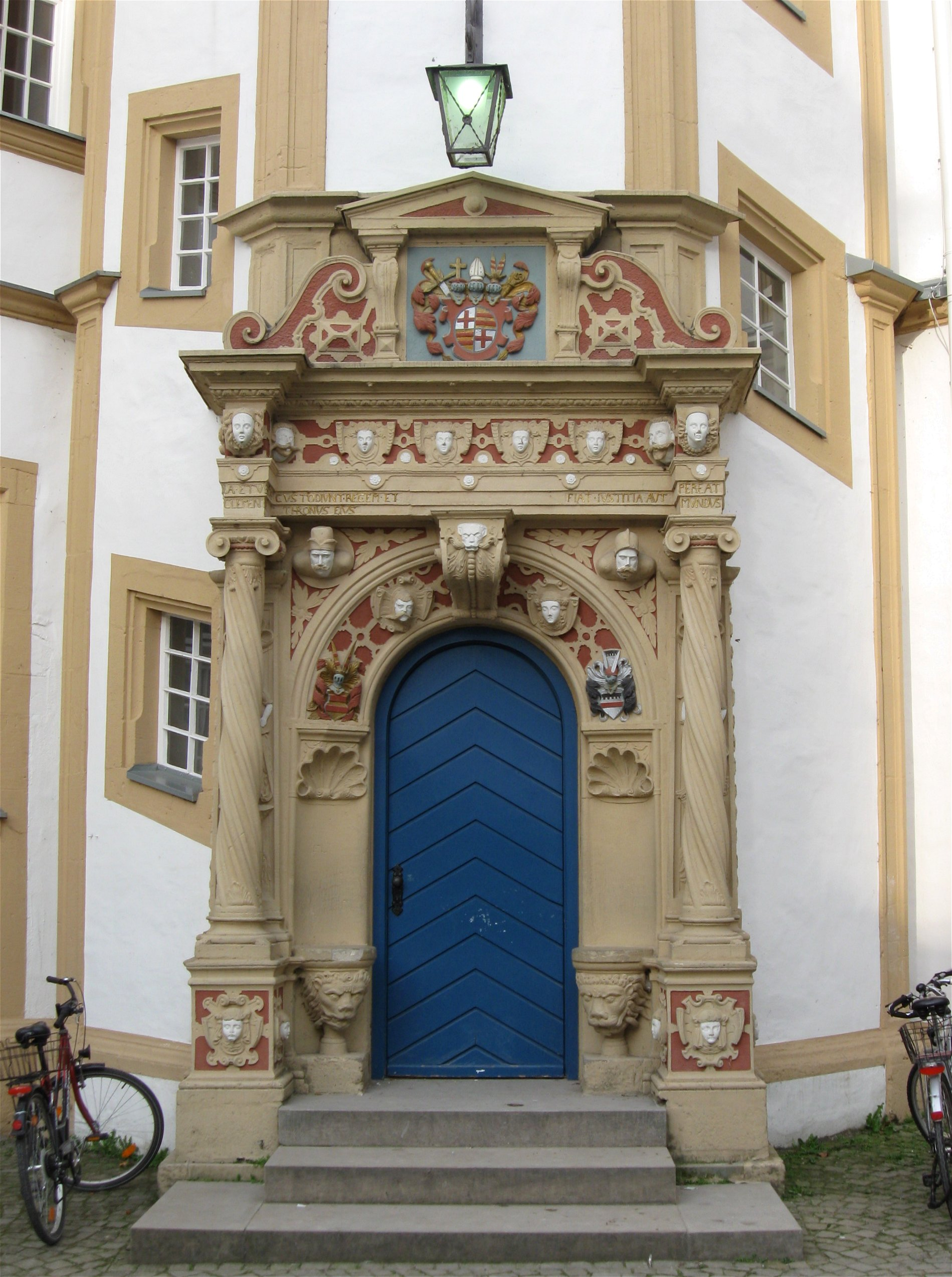
Portal de la torre de escaleras

Vistas interiores
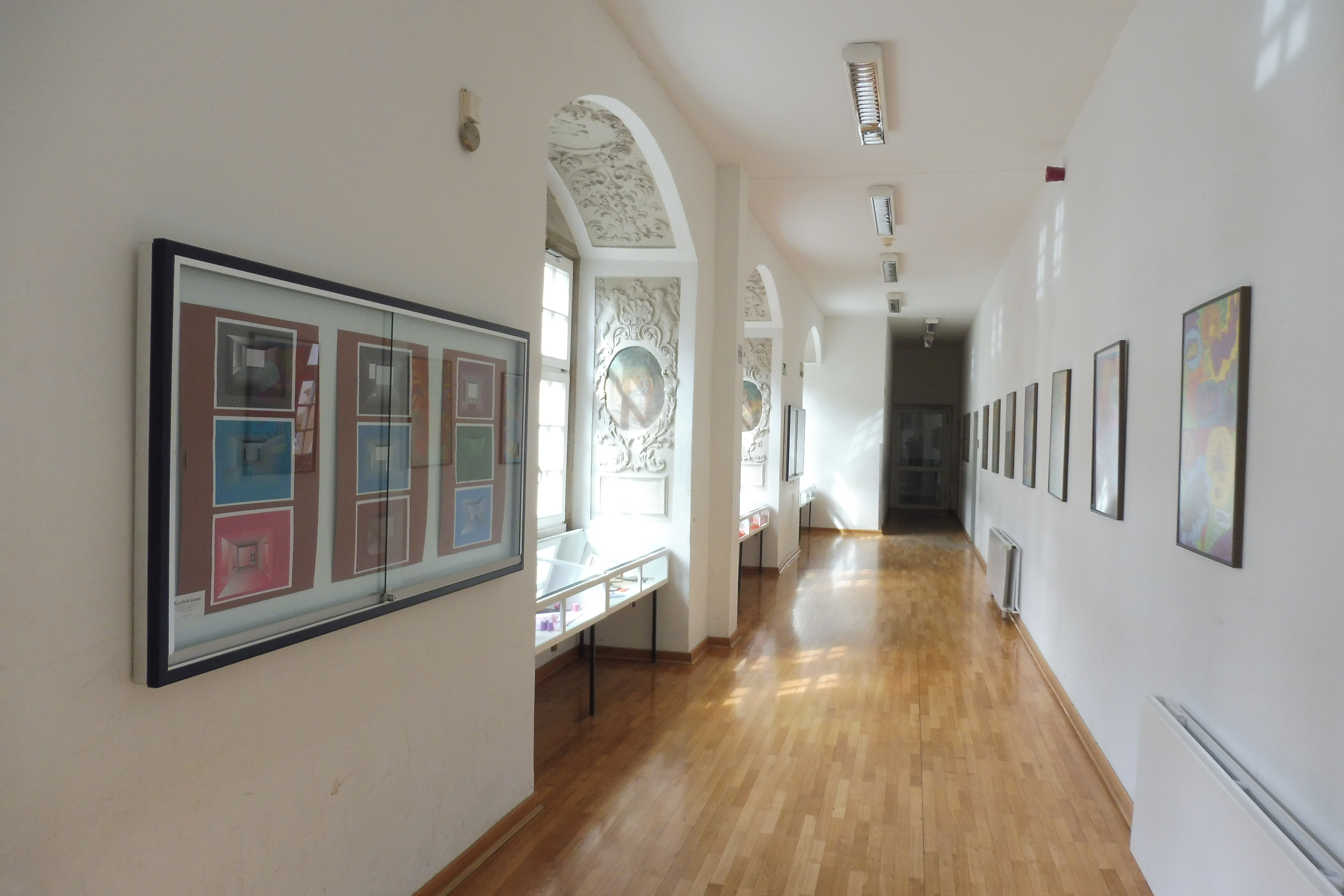
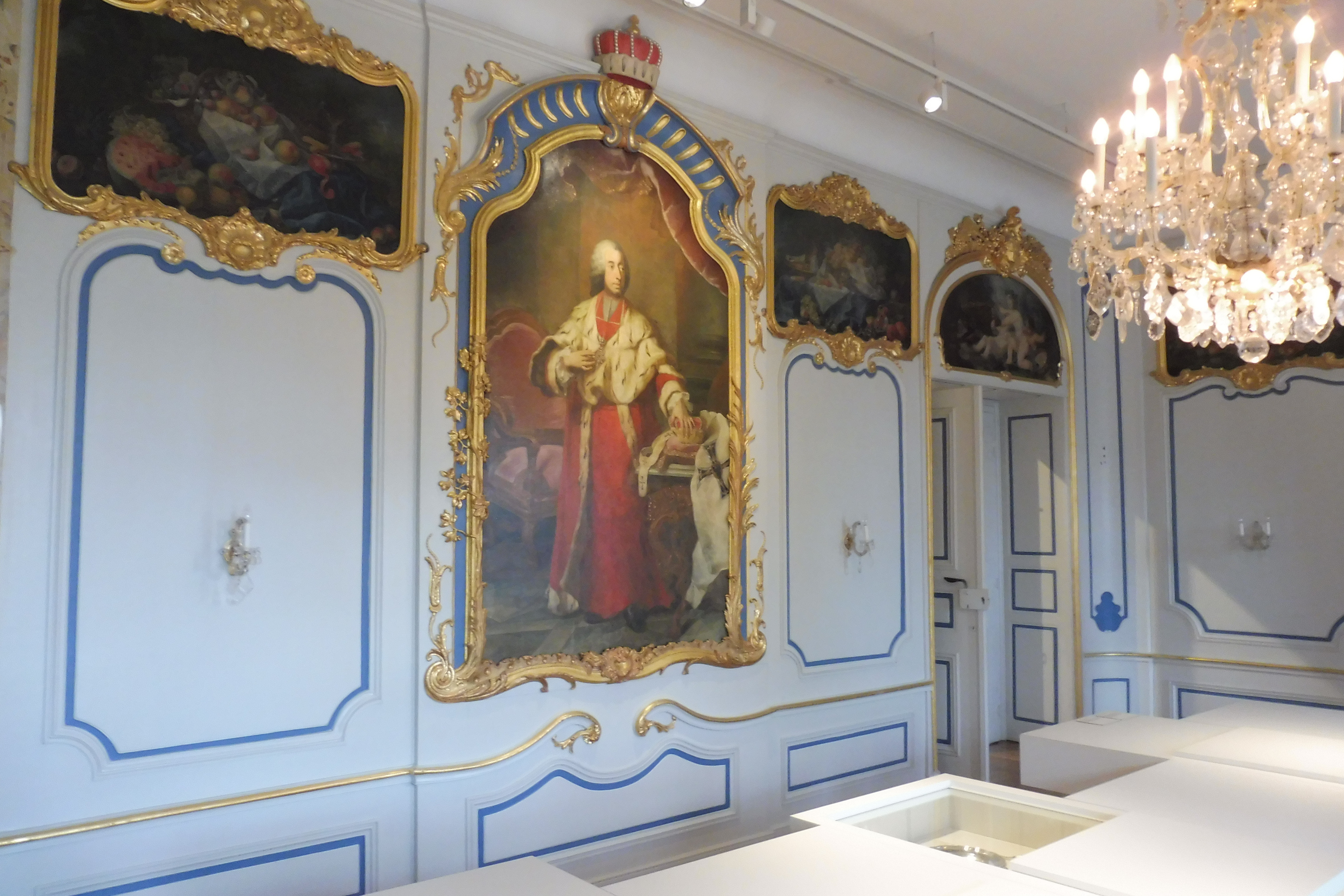
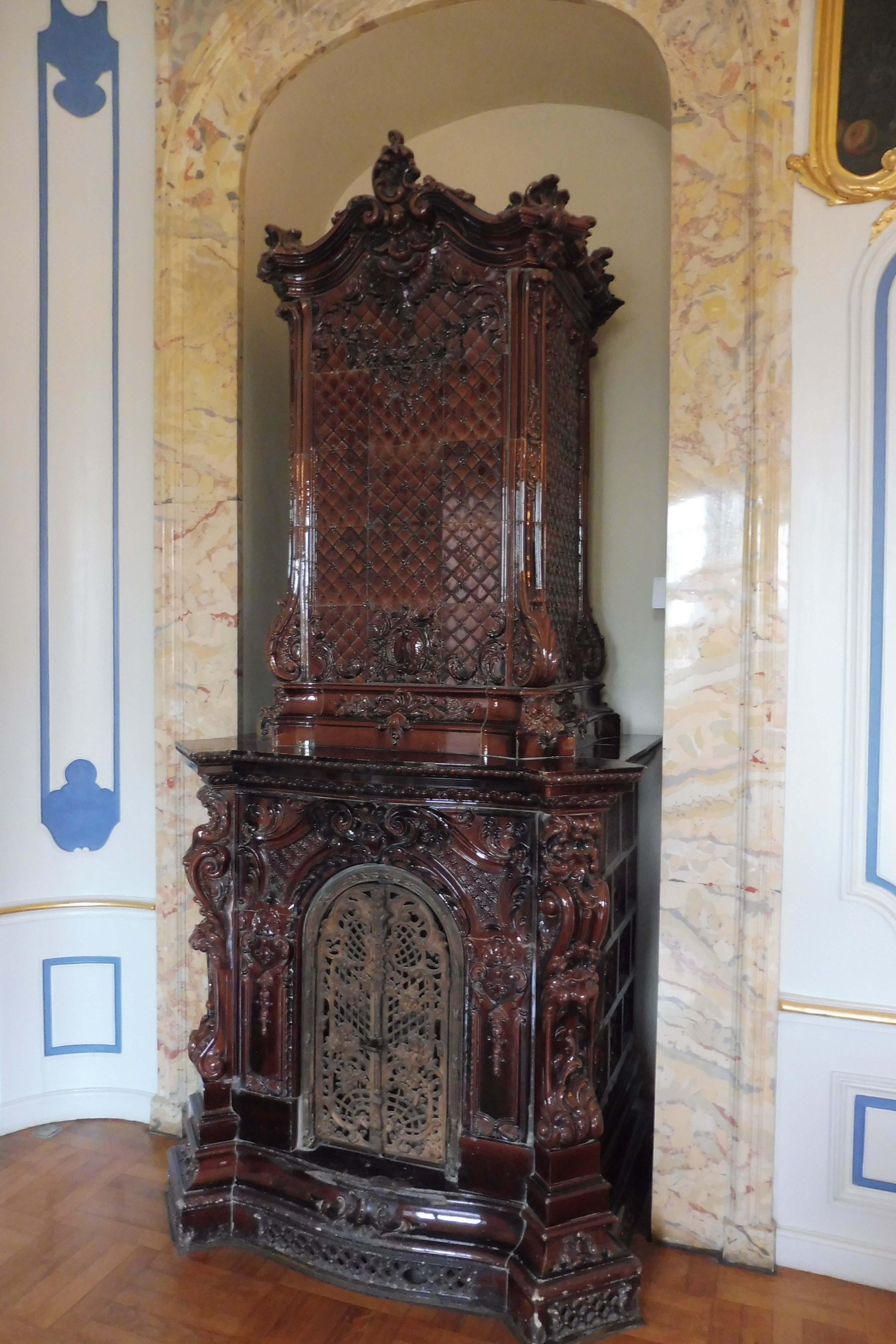
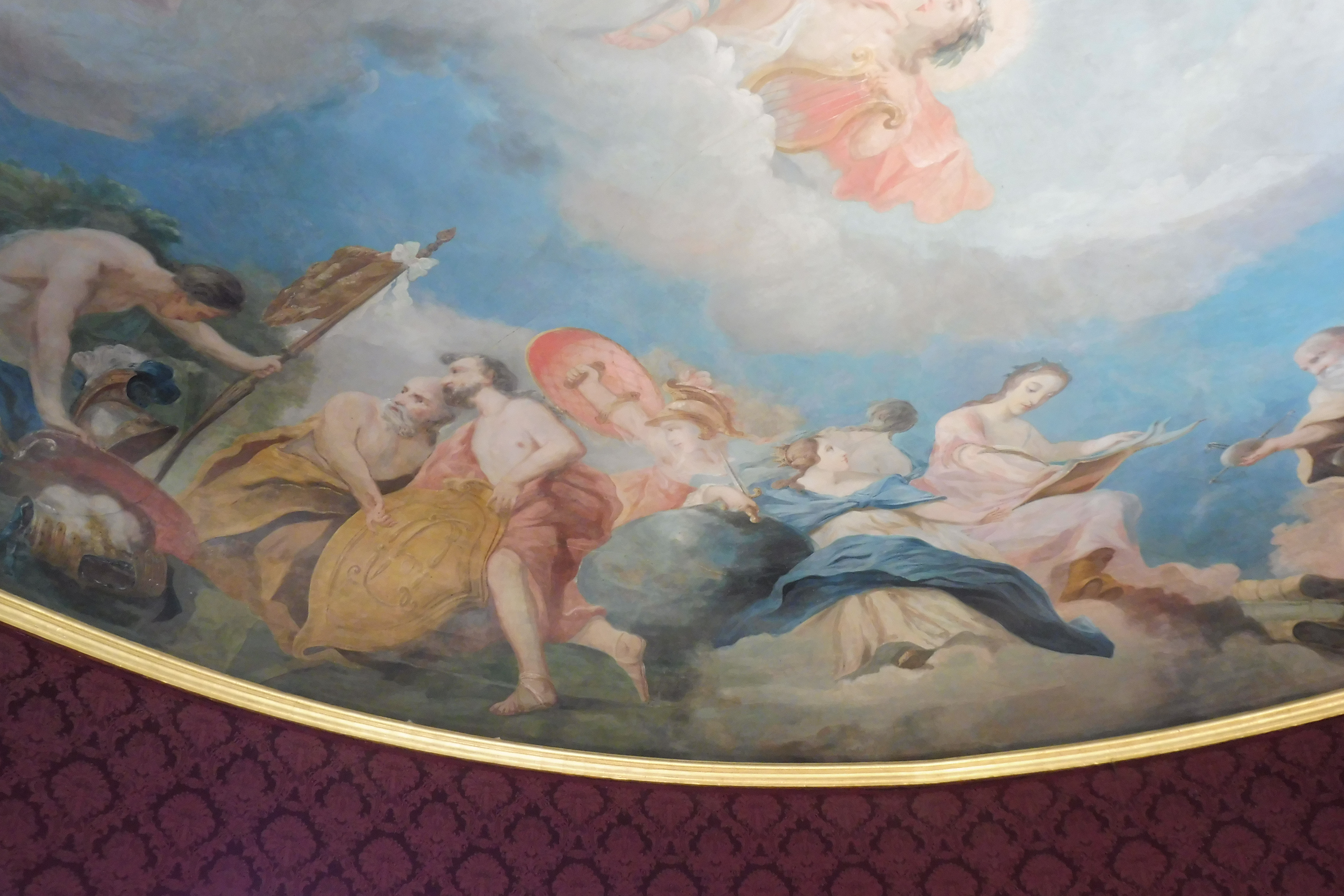
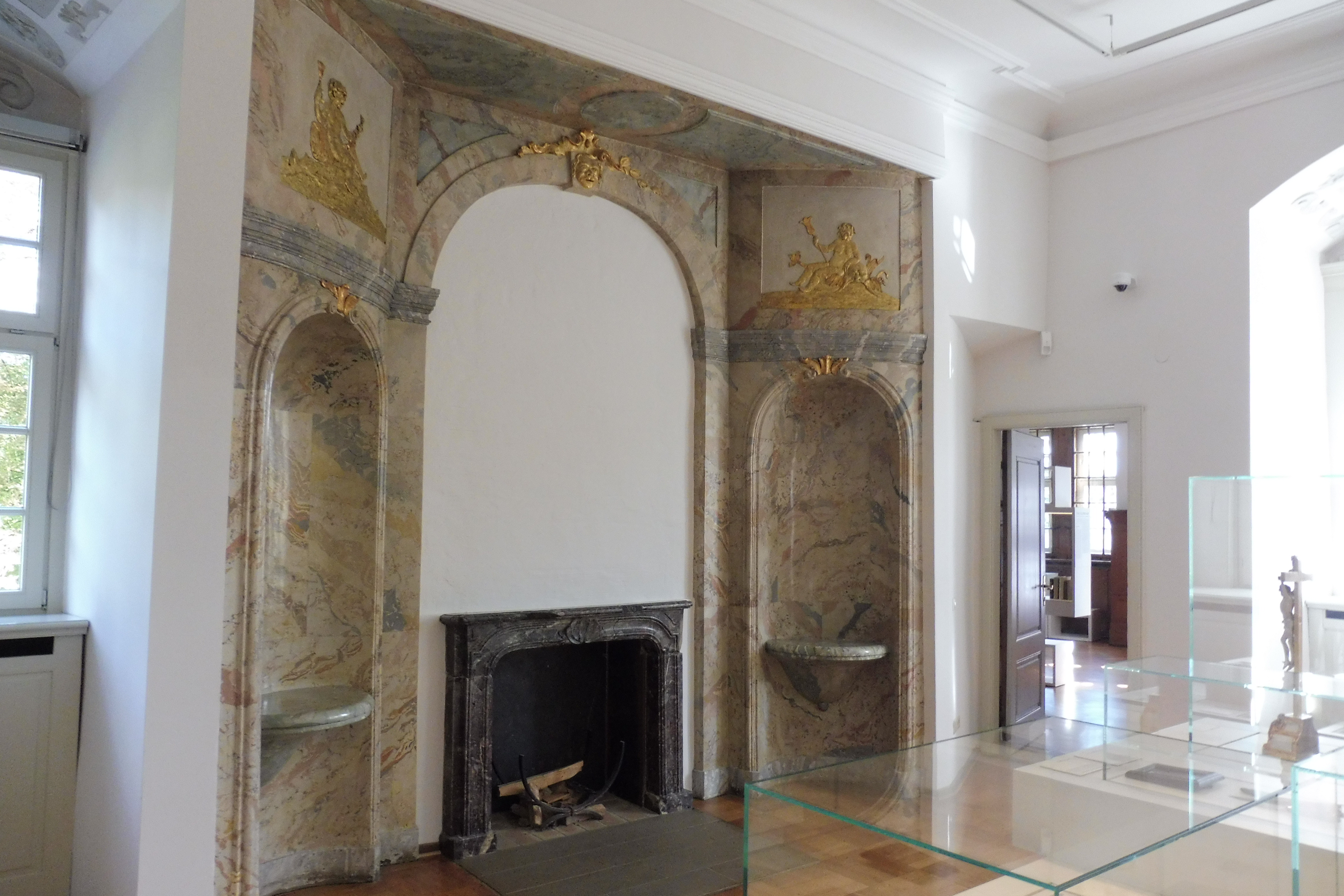

Vistas del jardín
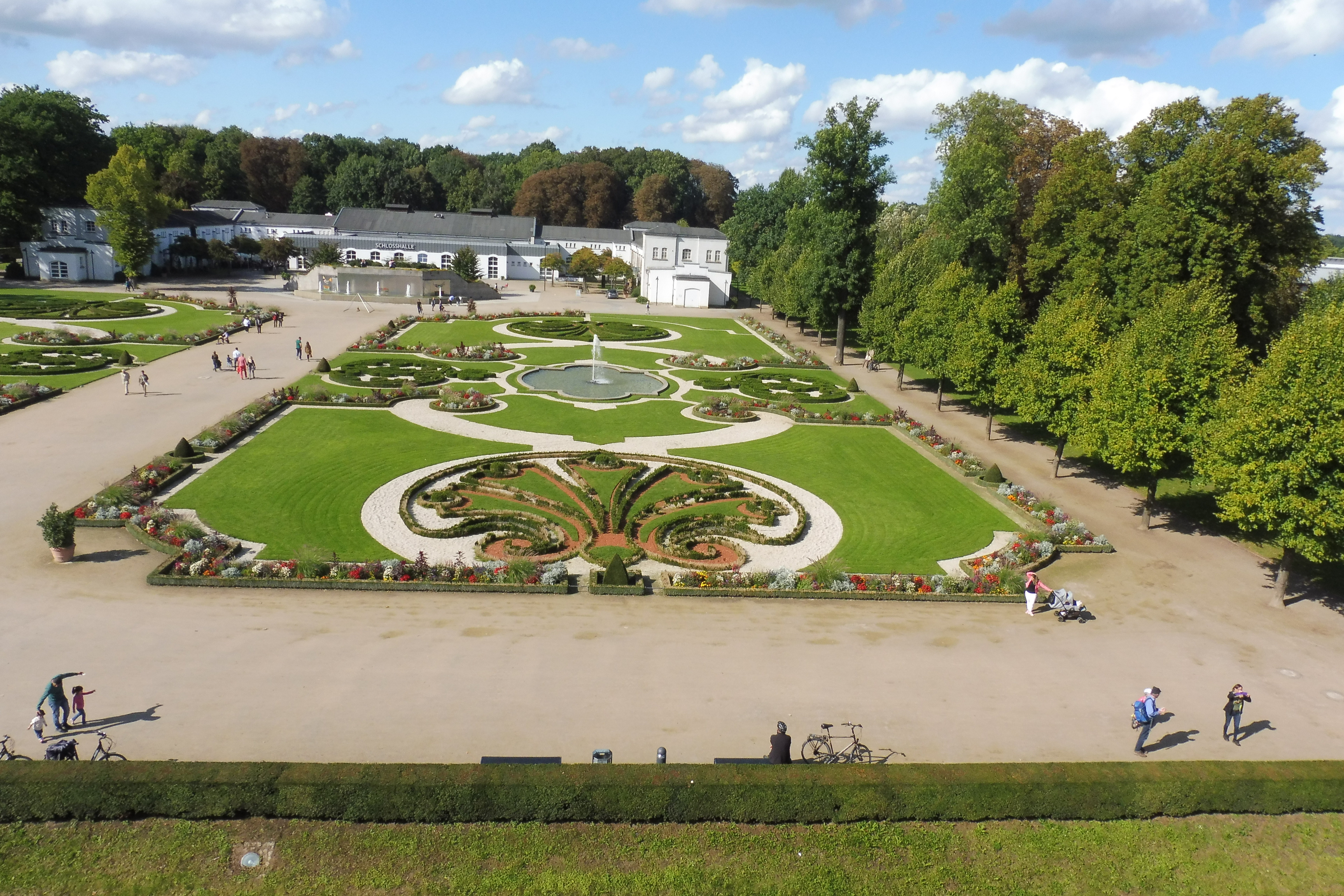
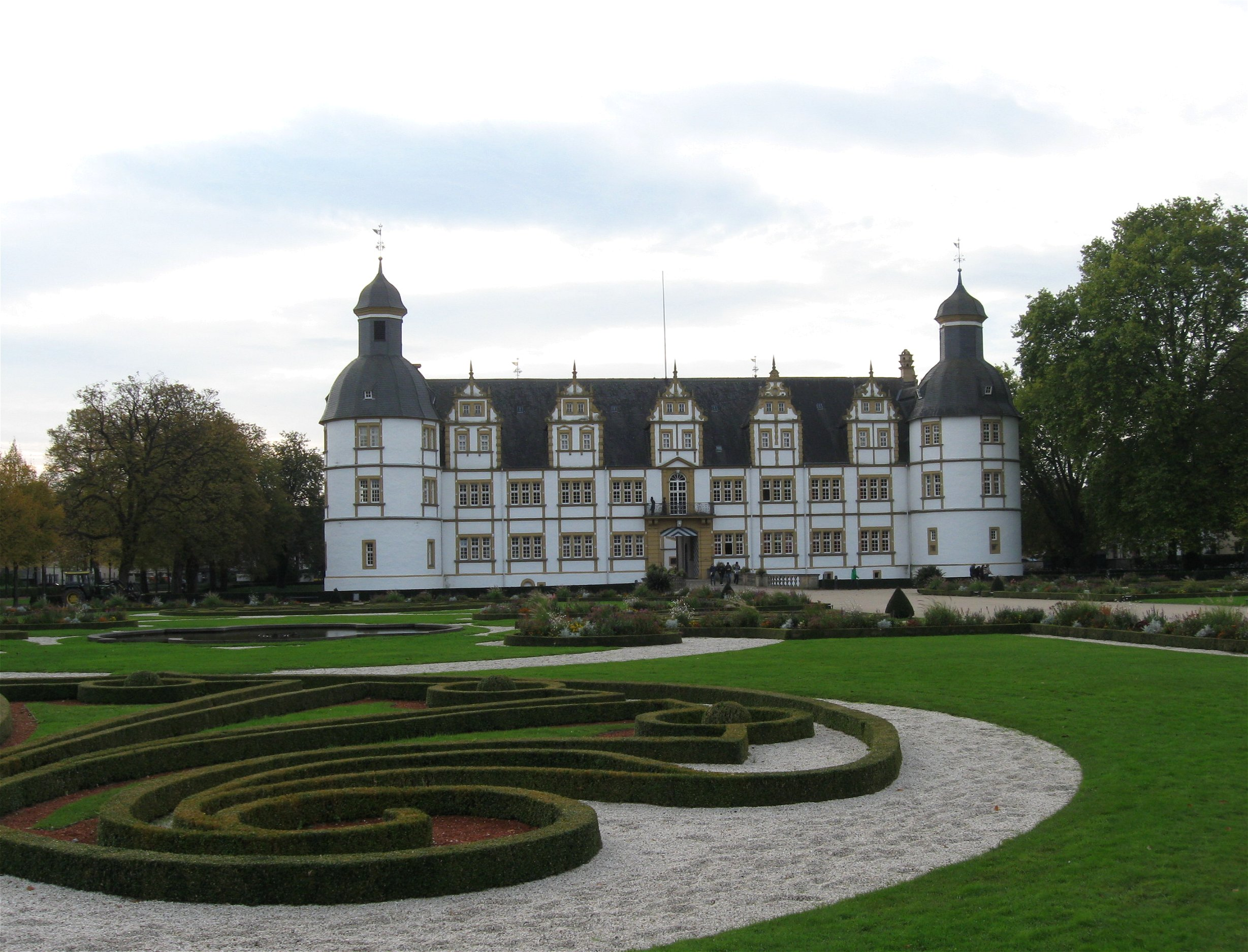
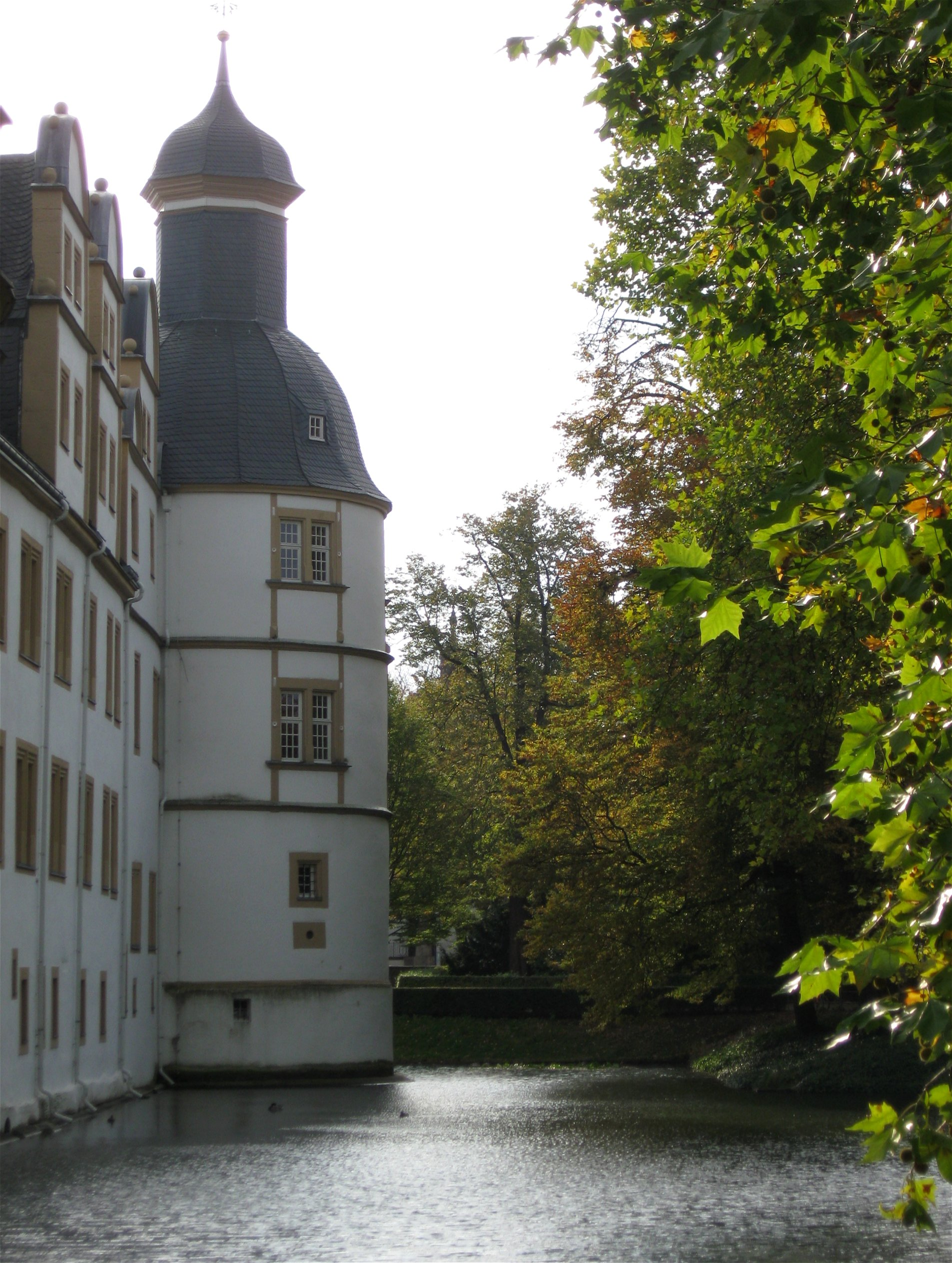
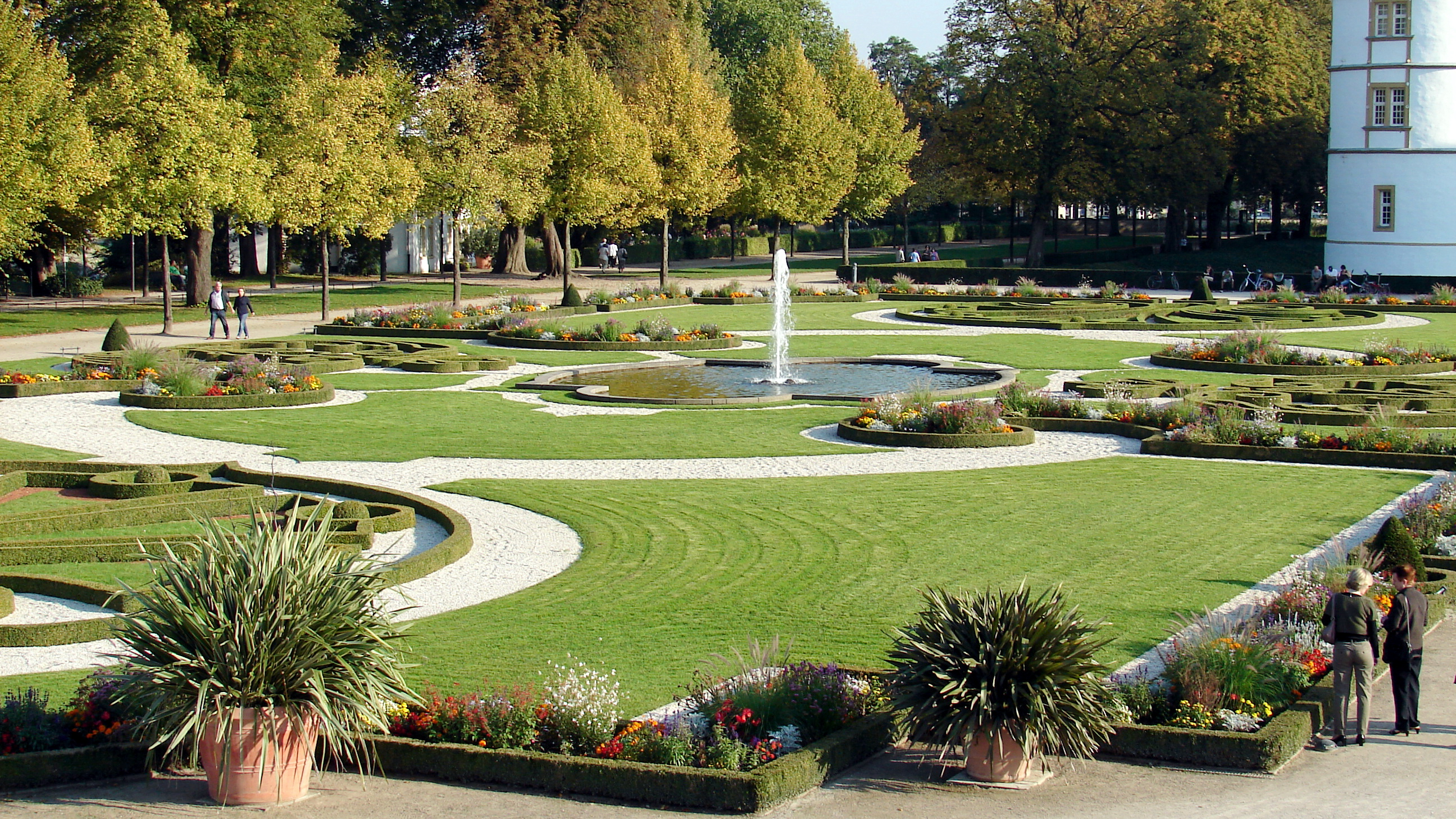